# Varga Ilona (újságíró)
Varga Ilona (Háromfa, 1960. április –) magyarországi cigány újságíró, műfordító, szótárszerkesztő.

## Élete
Egy, a Dráva melletti, azóta megszűnt ormánsági kis beás cigánytelepen, Háromfán (nem azonosa Somogy megyei Háromfával) született. Néhány nap múlva, 1960. április 11-én a legközelebbi faluban, Kemsén anyakönyvezték. Gyerekkorát Zalátán töltötte. Hatéves korában (1966-ban) még csak beásul tudott beszélni. Az általános iskola elvégzése után egy pécsi gimnázium tanulója lett. Férjhez ment, gyermeket szült. Volt adminisztrátor, konyhalány, kesztyűgyári bérelszámoló. A munka mellett – a Janus Pannonius Tudományegyetem Tanárképző Tagozatának népművelő-magyar szakán – szerezte meg első diplomáját.
A főiskola elvégzése után hat évig tanított egy pécsi diákotthon kisegítő iskolájában. 1989-ben a Magyar Rádió szerződést kötött vele, és a Cigányfélórát (utóbb: Cigányóra) alapító csapat munkatársa, szerkesztő-riportere lett. Az első magyarországi cigány televíziós műsor: az MTV Pécsi Körzeti Stúdiója által készített Figyelj rám! (Asun Kathe!) alapító műsorkészítője volt. 1991-ben újságíró oklevelet szerzett a MÚOSZ Bálint György Újságíró Akadémián, később 1992-től előbb az Eötvös Loránd Tudományegyetem média szakán, majd a szociológia szakon szerzett újabb diplomákat.
Európa első cigány nemzetiségi középiskolája, a pécsi Gandhi Gimnáziumot létrehozó Gandhi Alapítvány egyik alapítványtevője volt, a Gandhi Közalapítvány és a Magyarországi Cigányokért Közalapítvány, valamint az állami gondozott gyerekek örökbefogadását elősegítő Fészek Alapítvány kurátora, a Kisebbségi Jogvédő Iroda Felügyelő Bizottságának és a Filantróp Társaság vezetésének és a Partners Hungary Alapítvány kuratóriumának is tagja volt. A Tegnapután Országos Cigány Kulturális Egyesület elnökeként is jegyezték korábban. Közben 1999-ben a Magyar Televízió Cigány Magazinjának felelős szerkesztője, éveken át a Petőfi Rádió Szálkák című roma és Segíthetek? című karitatív műsorának szerkesztője, az MTV Sorsfordítók című portrésorozatának szerkesztő-riporteri munkát végzett. Emlékezetes rádiós sorozata volt a kórházi kiszolgáltatottságról és orvosi helytállásról szóló rádiós sorozata (Kórterem), a kéregető utcazenészekről, illetve a vakokról készített műsorai, de a Kossuth Rádióban a Nincs egyedül című, a különböző hátrányokkal élő társadalmi rétegeket érintő műsorfolyama is ezek közé tartozik.
1996-ban az Idegennyelvi Továbbképző és Vizsgaközpont az ő vezetésével akkreditálta a beás cigány nyelvet az állami nyelvvizsgarendszerbe. 1996-tól nyelvvizsgáztat a nevezett intézményben az anyanyelvéből. Ő szerkesztette meg az első Beás/magyar – magyar/beás szótárt, amely közel tízezer szót tartalmazott. E tevékenységéért 1998-ban a Union Chamber Hungary neki ítélte azt az ifjúsági díjat, amelyet annak idején a fiatal Kennedy és Kissinger is megkapott. A Magyar Rádió kétszeres Nívódíjasa, kétszeres Tolerancia-díjas, Pro Humanitas Díjas. 2004 márciusában Táncsics Mihály-díjjal, 2006-ban Kisebbségekért Díjjal tüntették ki. 2007-ben neki ítélték a Jó Ember Díjat. 2008 márciusában Pannon Példaképpé avatták. 2012-ben – a felterjesztés, illetve a laudáció szerint – a magyarországi beás anyanyelvű kulturális örökség megtartásáért, fejlesztéséért folytatott tevékenysége, valamint a hazai beás nyelvű rádiózás megteremtésében játszott kiemelkedő szerepe alapján Pro Cultura Minoritatum Hungariae díjat kapott és mindemellett az egyik legkedvesebb díja a Szeplőtlen Katica Díj, amit az edelényi iskolások szavaztak meg.[forrás?]
Hosszú ideig a 100 tagú cigányzenekar háziasszonya volt Fátyol Tivadarral együtt.[forrás?]
Amikor tudtára jutott, hogy a magyar nyelvben kevéssé járatos cigány emberek a bíróság előtt ugyan kérhetnék, hogy anyanyelvi tolmács segítse őket, ám ilyen engedéllyel rendelkező szakember egy sincs az országban, felsőfokú tolmácsvizsgát tett: ő az ország első beás tolmácsa. Felkérésre elsőként fordította le beásra a Miatyánk szövegét. Jeruzsálemben az Olajfák hegyén áll a MIatyánk Templom, melynek kertfalait mozaiktáblák díszítik.Ezekbe a világ egy-egy nyelvén égették be a nevezetes imát. Ilona fordításának egyházi jóváhagyását követően az ő fordítását is elhelyezték. (Lovári nyelven már korábban elhelyezték.)[forrás?]
Különböző folyóiratokban (Világunk, Barátság, Lungo Drom) rendszeresen jelentek meg műfordításai, interjúi.
2008 októberétől nyugdíjba vonulásáig a Magyar Rádió mr4 nemzetiségi adások csatornáján a Három szólamra című lovári, beás és magyar nyelvű cigány műsorok felelős szerkesztője, valamint a beás műsor szerkesztő-műsorvezetője volt.
Részt vett a cigány kulturális alaptanterv kidolgozásában is.
Rádiós legendaként bekerült a 2020-ban megjelent Hogyan lettem rádiós? című kötetbe.

## Nyomtatásban megjelent művei
- Mese a telepről
- Gyökerek
- A cigány közösség hatása a tanulóra
- Motiváció
- Személyiségfejlesztés
- Életük egyfajta bizonyítás
- Válogatás a világirodalom cigány tárgyú írásaiból
- Kik is a cigányok?
- Irodalmi szöveggyűjtemény. Válogatás magyar szerzők cigány tárgyú írásaiból középiskolák I-IV. osztályai számára; szerk. Hegedűs Sándor, Varga Ilona; Konsept, Bp., 1994
- Beás–magyar, magyar–beás szótár; Konsept-H, Piliscsaba, 1997
- Hegedűs Sándor–Varga Ilona: Irodalmi szöveggyűjtemény. Válogatás a kortárs cigány irodalom alkotóinak írásaiból a középiskolák számára; Konsept-H, Piliscsaba, 1998
- Ligeti György–Varga Ilona: Magyarországi cigányok; Körtánc Egyesület–MTV, Bp., 1998 (Körtánc füzetek)
- Hanglenyomatok. Varga Ilona interjúkötete; Konsept-H, Piliscsaba, 2004